# Toskisch

Die Dialekte des Albanischen in Süd- und Südosteuropa. Die toskischen sind rot (bzw. orange für Arvanitika und Arbëresh) markiert

Das Toskische (albanisch Toskërishtja) ist eine der beiden Dialektgruppen der albanischen Sprache. Die Sprecher dieses Dialekts heißen Tosken (alb. toskët). Die Grenze zur zweiten Dialektgruppe, dem Gegischen, wird durch die Via Egnatia gebildet und verläuft somit in etwa entlang des Shkumbin-Flusses und des 41. Breitengrades. Südlich des Flusses verläuft eine Übergangszone von 10 bis 20 Kilometern Breite. Somit wird in ganz Südalbanien und von den Albanern in Griechenland Toskisch gesprochen. Auch das Albanische der Arbëresh in Süditalien gehört zur toskischen Dialektgruppe. Toskisch wird im Westen von Nordmazedonien nur in einigen Dörfern am Ohrid- und Prespasee gesprochen. 
Gegisch und Toskisch unterscheiden sich phonologisch, lexikalisch und grammatisch. Innerhalb der toskischen Dialektgruppe bestehen wiederum beträchtliche Unterschiede.
Auf Grundlage des Toskischen wurde 1972 die albanische Schriftsprache entwickelt. Bei Wortschatz und Wortbildung finden sich aber auch zahlreiche gegische Elemente.
Neben sprachlichen Unterschieden bestanden zwischen dem Toskischen und Gegischen auch kulturelle und gesellschaftliche Verschiedenheiten. Die Tosken hatten keinen eigenen Grundbesitz und mussten deswegen auch für ihre Landherren arbeiten. Seit der Eroberung Albaniens durch die Osmanen wendeten sich die Tosken vom System der Stammesverbände ab, um es durch eine gesellschaftliche Organisation auf der Basis eines Dorfes zu ersetzen. Während bei den Tosken der Kanun (Gewohnheitsrecht) einen niedrigen Stellenwert hatte, maß man ihm bei den Gegen eine hohe Bedeutung bei.